# St. Bartholomäus (Jeziorany)
Die römisch-katholische Pfarrkirche St. Bartholomäus im polnischen Jeziorany (deutsch Seeburg) ist ein geschütztes Kulturdenkmal.

## Geschichte
Die Kirche wurde Ende des 14. Jahrhunderts in Backstein gebaut, das Gewölbe ein Jahrhundert später. Der Plan der dreischiffigen Kirche ohne den Chor entspricht dem der Johanniskirche in Orneta (Wormditt). 1912 wurde die Kirche nach Osten erweitert und der Turm erhöht. An der Fassade der Vorhalle befindet sich ein Metallrelief mit einer Büste der Jungfrau Maria mit Kind und einer Inschrift, die auf den Brand von 1873 hinweist.

## Ausstattung
Die Kirchenausstattung ist überwiegend barock. Der Hauptaltar von Jan Schmidt aus Rößel stammt aus dem Jahr 1734, geweiht von Bischof Adam Stanislaus Grabowski am 16. Oktober 1752.